# فوينتي أوبيخونا (قرطبة)
بلدية فوينتي أوبيخونا (بالإسبانية: Fuente Obejuna)‏، هي إحدى بلديات مقاطعة قرطبة إحدى مقاطعات إسبانيا، والتي تقع في منطقة الأندلس جنوب إسبانيا.
يبلغ عدد سكانها 5.359 نسمة وفقاً لإحصائية سنة (2007).